# Manihot pentaphylla
Manihot pentaphylla är en törelväxtart som beskrevs av Johann Baptist Emanuel Pohl. Manihot pentaphylla ingår i släktet Manihot och familjen törelväxter.

## Underarter
Arten delas in i följande underarter:
- M. p. graminifolia
- M. p. pentaphylla
- M. p. rigidula
- M. p. tenuifolia

## Bildgalleri

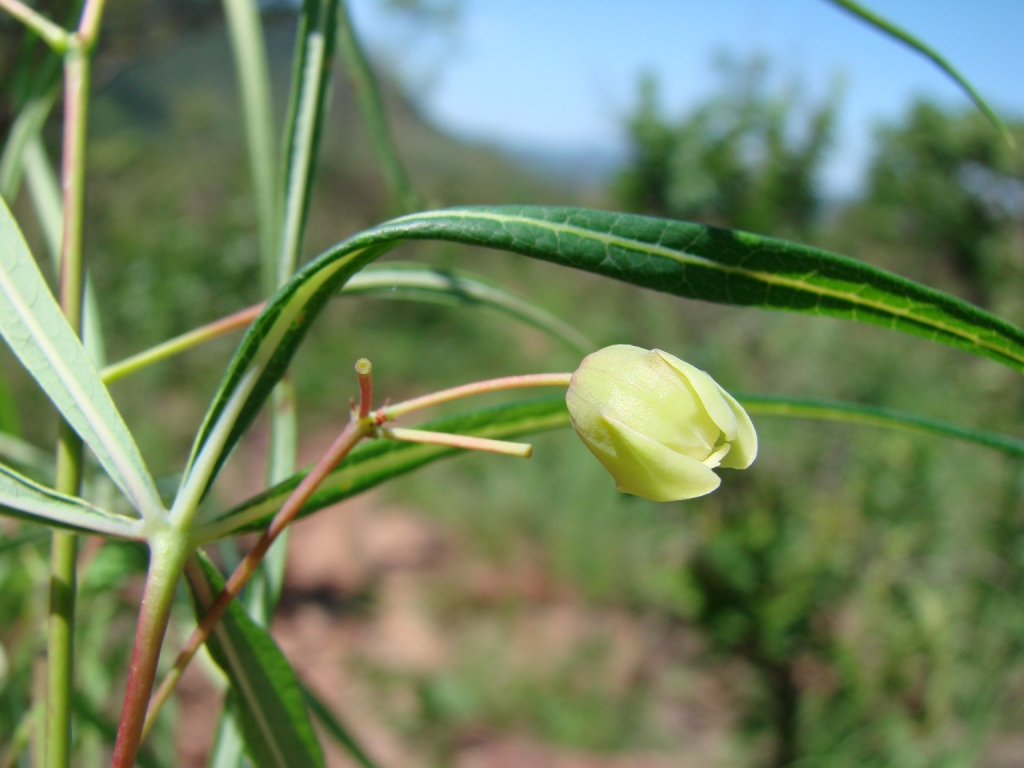